# Râul Burnaia
Râul Burnaia este un curs de apă, afluent al râului Tinoasa. 